# Lac Le Jeune, British Columbia
Lac Le Jeune är en sjö i Kanada.   Den ligger i provinsen British Columbia, i den södra delen av landet, 3 300 km väster om huvudstaden Ottawa. Lac Le Jeune ligger 1 276 meter över havet. Arean är 2,0 kvadratkilometer. Den sträcker sig 1,6 kilometer i nord-sydlig riktning, och 2,6 kilometer i öst-västlig riktning.
I omgivningarna runt Lac Le Jeune växer i huvudsak barrskog. Trakten runt Lac Le Jeune är nära nog obefolkad, med mindre än två invånare per kvadratkilometer.